# Lipotriches sjoestedti
Lipotriches sjoestedti là một loài Hymenoptera trong họ Halictidae. Loài này được Friese mô tả khoa học năm 1909.